# Uniwersyteckie Centrum Wychowania Fizycznego i Sportu
Uniwersyteckie Centrum Wychowania Fizycznego i Sportu (UCWFiS) – jednostka organizacyjna Akademii Wychowania Fizycznego we Wrocławiu, która została utworzona do realizacji umowy zawartej w 1996 roku pomiędzy Uniwersytetem Wrocławskim a wrocławską AWF, której celem jest prowadzenie: 
- zajęć z wychowania fizycznego ze studentami, objęte obowiązkowym rozliczeniem
- obozów sportowo-rekreacyjnych w okresie wolnym od zajęć dydaktycznych
- zajęć sportowych w określonych dziedzinach sportu (zajęcia w sekcjach)
- zawodów rekreacyjno-sportowych dla pracowników i studentów Uniwersytetu Wrocławskiego

## Struktura organizacyjna
Kierownik: dr Włodzimierz Reczko
zastępca kierownika ds. dydaktycznych: mgr Anna Ciszek
zastępca kierownika ds. sportowych: mgr Teresa Swędrowska
W Uniwersyteckim Centrum Wychowania Fizycznego i Sportu aktualnie zatrudnionych jest 13 pracowników, prowadzących zajęcia sportowe.

## Formy zajęć
Wychowanie fizyczne w Uniwersytecie Wrocławskim realizowane jest w formie:
- zajęć podstawowych: aerobik, aquaaerobik, aikido, atletyka terenowa, badminton, body styling, bowling, callanetics, circuit training, ćwiczenia siłowe, hatha yoga, jeździectwo, karate, korfball, nordic walking, pilates, piłka koszykowa, piłka nożna, piłka siatkowa, piłka ręczna, pływanie, step, stretching, body, tai chi chuan, taniec nowoczesny, tenis, tenis stołowy, unihokej, wioślarstwo, wspinaczka sportowa;
- zajęć weekendowych (5–8 godzin dziennie): narciarstwo, snowboarding, turystyka rowerowa, rowery górskie i kajaki;
- obozy sportowo-rekreacyjne (przerwa wakacyjna, 8/9-dniowe – odpłatne): fitness, wspinaczkowy, kajakowy (spływ), żeglarski, jeździecki;
- sekcje sportowe KU AZS Uniwersytet: aerobik, badminton, bowling, jeździectwo, karate, kolarstwo górskie, korfball, lekkoatletyka i biegi przełajowe, narciarstwo-snowboard, piłka koszykowa kobiet i mężczyzn, piłka nożna kobiet i mężczyzn, piłka siatkowa kobiet i mężczyzn, pływanie, tenis ziemny, tenis stołowy, wioślarstwo, wspinaczka sportowa.
- zawody rekreacyjno-sportowe dla studentów: turniej piłki siatkowej, trójkowy turniej siatkówki, turniej mikołajkowy w badmintonie, turniej tenisa w grze podwójnej o Puchar Prorektora ds. Nauczania, otwarte mistrzostwa Wrocławia we wspinaczce na czas i trudność, bieg przełajowy o Puchar Rektora Uniwersytetu Wrocławskiego, regaty wioślarskie Politechnika – Uniwersytet.

## Obiekty sportowe
Obiekty sportowe Uniwersytetu Wrocławskiego: 
- Sala wspinaczkowa - ul. Przybyszewskiego 63
- Aula Uniwersyteckiego Centrum Wychowania Fizycznego i Sportu - ul. Przybyszewskiego 63
- Hala sportowa - ul. Przesmyckiego 10
- Siłownia - ul. Przesmyckiego 10
- Sala sportowa - ul. Szczytnicka 11